# Lilla lögnerskan
Lilla lögnerskan är en amerikansk film från 1940 i regi av Walter Lang. Linda Darnell spelar Carolyn Sayres, en skådespelerska som får ett kontrakt i Hollywood, men får problem då hon anses för ung.

## Rollista
- Linda Darnell - Carolyn Sayres
- John Payne - Ambrose Fillmore / Bud Borden
- Roland Young - Thomas Brooke
- Charlotte Greenwood - Lola Langdon
- William Gargan - Dane Wharton
- Mary Beth Hughes - June
- Mary Healy - Mary Andrews
- Donald Meek - Sam Wellman
- Jessie Ralph - Martha Parker
- Walter Kingsford - Napoleon vid provfilmningen
- George Montgomery - Ronnie
- Robert Lowery - uppassare
- Paul Hurst - Mac
- Irving Bacon - Jefferson Hotels receptionist